# رولز-رویس بازارد
رولز-رویس بازارد (به انگلیسی: Rolls-Royce Buzzard) یک موتور هواگرد ساختِ کارخانهٔ رولز-رویس لیمیتد در کشور بریتانیا است.